# 地域おこし
地域おこし（ちいきおこし、地域興し）とは、地域（地方）が、経済力や人々の意欲を（再び）向上させる、人口を維持する（再び）増やすためなどに行う諸活動のことである。地域活性化、地域振興、地域づくりとも呼ばれる。

## 概要
「地域興し」と表現する場合は、地域の住民や団体（商工会・農協・漁協など）の主体性が強調される傾向がある。「地域づくり」も同様である。いずれも語感の固さを避けるため、「地域おこし」のように「地域」以外はひらがな表記されることが多い。なお、住みよい地域を形成するための諸活動は「まちづくり」と呼ばれることがあるが、「地域おこし」「地域活性化」などとは若干異なったニュアンスで使われることが多い。
町（街）の場合は特に｢町おこし｣、｢都市おこし｣、｢まちおこし｣とも呼ばれ、村の場合は「村おこし」とも呼ばれる。
英語圏では「vitalization」や「revitalization」などの用語を用いて表現されることが一般的である。

## 背景の歴史
日本では1960年代以降に大都市圏（特に東京23区・政令指定都市・都道府県庁所在地および近接する市・郡）や重化学工業を荷なった一部の地域に産業や人口が集中したのに対し、地方では人口流出が起き、地方の郡部・中山間地域・離島などで、以下のような過疎化の悪循環が深刻になった。
1. 地方の雇用の絶対数が少ない。あるいは減っている。
2. 地方の若年層・労働力人口が大都市圏や県庁所在地などへ移動する
3. 若者や労働人口が流出した地域では地元産業の衰退や高齢化が進む
4. さらに人口流出が加速し、地方がいっそう過疎化する

農村・山村・漁村では、戦後の過剰人口の状態が原因で、都市部へ労働力人口が流出した。山村では燃料革命とも呼ばれる薪需要の激減、安い外国産木材の大量流入により林業が急速に衰退した。
しかし、1973年の石油危機によって重化学工業中心の高度経済成長路線、それにともなう首都圏・近畿圏・中京圏への人口集中は変化を余儀なくされる。日本経済は安定成長へ転換し、三大都市圏へ の人口流入も収まった。こうした中、玉野井芳郎が地域主義を提唱し、それに続いて杉岡碩夫・清成忠男らも地域主義に関する書籍を出版した。この地域主義は、現在までつながる「地域おこし」「まちづくり」の源流であるとされる。その後、地域主義は、清成忠男ら地域の経済振興を説くグループと中村尚司らエコロジーを重視するグループに分かれていった。前者は主に地方都市で受け入れられ、後者は発展途上国における「もう一つの発展」を探究する内発的発展論と結びついた。
地域経済の振興を説く地域主義は行政の政策にも影響を与え、国政では第三次全国総合開発計画（1977年開始）、首相・大平正芳が提唱した田園都市構想（1978年提唱）、地方では大分県知事・平松守彦（1979年）が掲げた一村一品運動などに結実した。1985年には、佐々木信夫が「都市間競争」・「自治体間競争」という概念を提唱し、各都市・各自治体が政策を切磋琢磨させていくことで、地域の活性化が実現できるとした。この頃から、国が地方自治体に指図するやり方が改められるようになり、首相竹下登が掲げたふるさと創生事業（1988年 - 1989年）では、初めて各地方自治体に用途の使途を定めない交付金が与えられた。
多くの地方都市では、モータリゼーションの進展やショッピングモールの郊外への進出によって、中心部の都市機能が衰退（郊外化、ドーナツ化）し、「大規模小売店」や周辺地域の小売店が経営の危機を迎えた。その結果、商店街が寂れて「シャッター通り」となり、その寂れた雰囲気が余計に客足を遠ざける悪循環にはまっている。
かつて工業化に成功した地域でも、2度の石油危機、急速な円高の結果、製造原価を下げるために工場が日本国外に移転させられることが増えた。その結果、製造ノウハウが現地の外国人技術者などに流出し、アジア諸国が追い上げたことにより、日本の地域では空洞化現象がみられ、雇用の喪失や低賃金化に見舞われた。
こうした人口減少により、産業や地域活動の担い手が不足した。さらには、地元に伝わる伝統工芸・伝統芸能・祭・歌・踊りといった伝統的な文化活動の担い手や後継者不足も顕著になり、中には後継者不足から、文献すら満足に保存継承されず消失してしまう地方文化もある。
問題のまとめと対策の目的
次のような問題が複合的に起きている。
- 産業の発展。雇用の減少
- 人口の流出。人口の減少
- 地域文化の伝統の途絶

よって次のようなことのいずれか、あるいは複数、全部を目的としているのが地域おこしである。
- 産業の立て直しによる雇用の創出や維持
- 若者の人口流出の歯止め・回復。新規住民の呼び込み。子供のいる家族の呼び込み
- 地域文化の担い手の確保と継承

## 主体
地域おこしの主体（企画者、実行者）は次のようなものがある。
- 善意の個人。地元愛が強い人物。-成功後に「ふるさとへの恩返し」として地域おこしの活動を始める人も多い。
- 地元の民間団体
- 特定非営利活動法人（NPO法人）
- 地元企業
- 地方自治体
- 産官民に学（大学など）を加えた共同型のもの
- 地域に関連した人たちの共同作業で遂行されるもの
- 総務省（「地域おこし協力隊」で地方への定住・定着を図るとりくみ[4]など）

なお、2011年7月9日に大分県佐伯市で開催された「国道326号・10号沿線活性化シンポジウム」において、「観光カリスマ」の山田桂一郎は「行政に頼ってはダメ」としたうえで、観光客には新たに開発し売り出した「商品」などではなく、地域のライフスタイル（地域の人々の暮らし）からえり抜いたものに価値を認めてもらう必要性があることを述べている。

## 手法
以下のようなさまざまな試みが地方自治体や各種団体・組織で行われているが、どこにでも有効な決定的な策というものがあるわけではない。その地域ごとの特色や立地、人口や産業の状況を判断し、独自性のある地域おこし施策の計画・実施が望まれる。他の地域の真似するほど地域ごとの独自の特色がなくなり、同じようなものが増えた分、相対的に魅力が減ってゆく。よって、他の地域と比較した場合の、自地域の特色、本当の強みを見抜く必要がある。
成功したケースにおいては、立地、時代背景、推進したリーダー、関係団体の協力、組織化などに恵まれたケースが多い。そうした要因を考慮せず、成功事例をそのまま真似しただけでは、地域色が出しきれず失敗に終わることが多い。

### 人口の維持・増加策
地域振興のためには、人口を維持、または増加させる必要がある。そのためには、他地域から人を呼び込むことと、他地域への人口流出を防ぐことが必要である。主な人口の維持増加策として、次のようなものが挙げられる（一部は他の節のものと重複している）
1. 当該自治体への移住の推進・支援（たとえばUターン・Jターン・Iターンでの移住の推進。Uターン・Iターンのイベント会場で区画を借りてブースを出展し、来場者に向けてアピールや説明を行う。）
2. 自治体のPR（たとえばIターンUターン推進誌や特集記事での広告、インターネットでの情報発信、CM、キャラクターなどを使ったものなど。いわゆる「お役所仕事」的に形式的に実行しても大抵は効果が無く、民間企業並みに、実際のところどれだけの人数にメッセージや情報が届いているか（リーチ数）、どれだけの人数が反応してくれたか（レスポンス数）、反応した人の心的な反応の内容や態度の変化、などをしっかり把握して、広告効果を厳しく吟味・判定して工夫をないとうまくゆかない。）
3. 居住支援（たとえば空き家・公営住宅の一覧化や情報提供やマッチング、転入者への引っ越し費用の補助、家賃補助、古民家のリフォームの推進[8]　など）
4. 雇用の確保（たとえば経営者が高齢化した会社や自営業者の事業承継の推進、若い承継希望者とのマッチングの手助け。企業誘致・新産業創出・6次産業化など）
5. 結婚支援（たとえば若い男女の出会いの場の運営、仲人サービスなど）
6. 出産時の支援（たとえば出産一時金の上乗せなど）
7. 育児世帯への支援（たとえば保育所整備、子育て支援センターの設置、「子育てパスポート」の発行、自治体独自の子育て支援金の上乗せ支給[9]など）
8. 学校施設、教育環境の充実
9. インフラストラクチャー整備（たとえばコミュニティバス・道路・下水道などの整備）
10. コンパクトシティの推進（施設・住居などを分散させず、集約させること]

人口減少が激しい自治体ほど、子育て環境の充実といった定住促進策を行なわず、家賃補助のような小手先で応急処置的な移住策を選択する傾向がある。何としても本腰を入れてやるべきは、たとえ手間がかかったとしても、子育て環境の充実など、根本療法である。子供を育てられる環境が無かったり劣悪であれば、結婚した若い人々は逃げ出してゆき、地元で次の世代も育たず、急激に人口が減少してゆく。
また若者への経済的支援も、若い世代の誘引策としては効果があることはデータで分かっている。（一般論として言えば、持続的な定住策としては「未知数」であるが、「未知数」ということは良いかも知れず悪いかも知れない、ということでしかないので、やらない手は無い。あとは、呼び込んだ若者をどのように定着させるか、についてポジティブに作戦を考え実行すれば良い。暗い観念ばかりにとらわれて、先回りしすぎて諦めて何もしなくなることが最悪の選択であり、何もしなかった自治体が急激に人口減少する）。
なお、移住の呼びかけが過熱して自治体が人口を奪い合うようになり小規模自治体はさらに疲弊することを懸念する人もいる。日本全体ではすでに人口減少が進行中で、2024年現在ですでに毎年0.45-0.5パーセントほどのペースで人口が減少しつづけており、2024年12月1日現在で1億2374万人にまで減っているので、俯瞰的に、そして冷静に判断すれば、残念ながら全ての小規模自治体までは救えないだろうと予想されるので、国政の水準では、どの小規模自治体を救い、どの小規模自治体は諦めるかについて、国民全体で議論を深めて、何らかの選択をせざるを得なくなるかも知れない。だが、これは国政レベルの判断について日本総研のネガティブな気質のコンサルタントが言った個人的感想、そして各自治体についてはまるで"他人事"のように見なす感想でしかなく、各小規模自治体がどう判断するかは全く別の話である。たとえ国政から見捨てられようがどうであろうが、自分の小規模自治体だけは何としても活性化させる、という熱い意気込みを持つ人々がいて、アイディアを次々と出し、それを実行してゆく小規模自治体は、再興してゆける可能性がある。いずれにせよ主体性が鍵であり、国政に期待しすぎず、主体的に行動することが成功の鍵である。

### 産業の振興
- 地元の産品の販路の拡大
  - 道の駅を設置し、それまでその地域を自動車で"素通り"するだけだった人々に休憩所を提供して足を止めさせ、その地域を意識させるとともに、地域の農産物や特産物を直売し、地元生産者の収入や地元民の雇用につなげる。
  - インターネットでの直接販売の推進。地元の生産者に、直売のためのウェブサイトを新設、あるいはすでに持っているホームページ内に直売のためのページを増設することを促し、インターネット上で通販を開始してもらう。インターネットを使えば物理的距離は無関係になり全国いたるところから注文が入るようになり、最初はわずかな注文数でも、特徴ある産品や良質な産品であれば、SNSや口コミなどで評判が広がり、数年ほどで徐々に販売数が増えネット通販が主要な販路となったり、小規模の生産者であれば、ネット通販の販売額だけでも十分やってゆけるほどの収益になることも多い。品物によっては海外からの注文が数割になることもある。盆栽の道具、和包丁、和紙を用いた品物、和風の繊細な櫛など日本にしか無いものは、海外の愛好家から直接注文が入るようになる。ジャポニズム（日本文化の品々を愛好すること）は19世紀後半にフランスで始まったが、ここ数十年では地球規模でジャポニズムが起きている。日本人のわずか1億人程度しかおらず今後さらに縮小してゆく市場よりも、全世界人口の80億人でしかもさらに膨張してゆく市場のほうが、有望な販売先となる。田舎で数人程度で仕事をしている小さな店が、日本の都会は飛び越して、世界各地に直接販売することはすでに当たり前になっている。商品代や発送代の決済はクレジットカードで出来、海外向け発送も簡単であり、たいていは客がホームページの定形入力欄に購入数量や宛先を記入したものをパソコンで見て、宛先をコピペしてインボイス（"送り状"あるいは"仕入れ書"などと訳す）を印字したものを品物に添えてフェデックスやユーピーエス（UPS）などの運送業者に電話して渡すだけで済む[12]ので単純で、最初の1〜2回は戸惑うかも知れないが、さらに数回も発送すればすぐに慣れる。工芸品の職人や家族数名で経営している商店などはホームページの新規開設やネット通販の始め方には疎いことは多いので、一部の商工会議所では気を利かせて地元業者に向けてネット通販や海外向け通販の始め方に関する講座をときおり開いており、さらに商工会議所ではホームページ作成を安価に請け負っている地元の個人事業主や中小企業、また小規模ネット通販のやり方に詳しいコンサルタント（中小企業診断士）を紹介していることは多く、まったく未経験の人でも、さほどお金もかけずに、ネット通販や海外向け通販を開始することができる。
  - 自治体でふるさと納税の返礼品として地元の産品を提供し、地元生産者に発注する。
  - 都市部でのアンテナショップの運営や店舗数を増やすこと。
- 地元の漁業・農業の振興
- （農業地域）地域の農作物の品質向上・基準策定・地域ブランド化とその広報。新たな有望な農作物品種への挑戦と、成功した品種の地域内の農家への普及
- 企業・工場の誘致（「企業が地方へ進出する際に発生する、何らかのメリット（用地確保、減税など）の提示」と「地元の人の雇用割合、地元枠のノルマの要求・確保・契約書のとりかわし」をワンセットで行う。ただ来てもらうだけでは、必ずしも地元の人の雇用につながらない）
- 本社の誘致。地元で創業し成功して本社を東京に移転した企業に、本社や本社機能をふたたび地元に戻してもらう。株式会社東京商工リサーチの「本社機能移転状況調査」によると、2020年から2023年の間に本社や本社機能を移転した企業が全国で10万5367社だったことがわかっている[13]。本社が地元に戻れば地元に納税してもらえるようになり、本社オフィス従業員の分、地元の雇用増にも繋がる。従業員数が多い大企業に本社移転してもらうほど効果が大きい[13]。また、成功した企業は、企画力が高くアイディアを豊富に持つ人々や行動力がある人々が経営幹部や従業員として勤務しており、一緒に地元を振興させる企画を練ってくれと依頼すると、田舎の役所の職員では思いつかないような、特徴を持ち効果も期待できる企画を練り企画書にまとめてくれる可能性も高い。
- 観光資源の発掘・創出・再検討（後述）

### 地元の魅力の発見と活用
地元住民にとって「当たり前」で「何でもないこと」（たとえば海・浜・磯、離島であること、山・渓流・湧水・名水・きれいな空気・星空・強風・雪原・粉雪（パウダースノー）、野鳥・渡り鳥の毎年の来訪・ホタルやトンボが多いこと、紅葉や山桜や草花などの植生・その他自然環境全般、里山・棚田・田園風景、農業・漁業・林業などが行われている環境）が、大都会で自然から切り離され汚染された環境にうんざりしている人々にはたまらなく魅力的と感じられ、移住の動機ともなり、観光資源にもなる。これは大自然や地元の長い歴史が作り出したものであり、真似ができないものなので、真の魅力となる。
観光によって観光業（宿泊業など）が盛んになると、小売業・卸売業などにも経済効果が波及し、域内の経済が活発になる。そのため、観光振興は地域経済の活性化につながる。
旅行先で人々と交流したり、現地独特の人々の生活様式をじっくり見たり、仕事を実際に体験することでその人の「人生の一部」になるような旅を好む人々の割合が次第に増えてきている。そこで「農業体験コース」や「漁業体験コース」などを設けるという方法もある。こうしたコースに参加するのは主に体験型観光として楽しむ人々だが、なかには農家や漁師に転職することを検討している人も含まれている。漁師の高齢化が進み漁師の減少が深刻となった地域では、新たな漁師を確保するために地元の漁協が主導してこうしたコースを設けることもある。一般社団法人全国漁業就業者確保育成センターも、まずは漁業体験をしてみて、次に漁業就業支援フェアに参加したり求人情報を検索して漁師に転職することを勧めている。つまり、こうした体験コースを設けることで、その地域に移住して漁師や農家になってくれる人も現れるようになり人口減少の抑制にもつながり、なおかつ産業振興になる。
地元民が子供のころから何気なく食べている料理（地元の日常食・家庭料理・郷土料理）を、他の地域の人々も食べてみたいと思えるような形で提供し、上手に広報して多くの人々に知ってもらえば、商業ベースに乗ることもある。獣害が深刻な地域では、森や里山に自然の動物が出没するということなので、シカやイノシシの肉をジビエとして地元飲食店で提供してお客を惹きつける料理として活用したり、商品として売り出すという方法がある（和歌山県など）。また、風が吹き抜ける地域では、風力発電機（大規模な風力発電所・ウィンドファーム）を設置して、当該地域に必要な電力のかなりの割合をそれでまかない、その地域の経済的な強みとしたり、あるいは売電を行うという方法もある。例えば、北海道のオロロン街道（稚内市から留萌市あたりまで、日本海側に面した数百kmの街道）、えりも町（襟裳岬）、千葉県の銚子市の海岸の丘の上などでは、風が強い場所に風力発電機が立ち並び、地域に役立つ電力を生みだしている。また、風力発電機が多数立ち並ぶ風景は印象的で、一種の観光資源となり、それを目当てに観光客が訪れるようにもなる。
本土から離れた離島では、「離島である」「島ならではの体験ができる」という魅力を活かして、一部の島では子どもたちに向けて離島留学、島留学の場を提供する、ということが行われるようになっている。島の住民全員で協力して子どもたちを受け入れる。子供や子供の親にとってどのようなメリットがあるかと言うと、島は、都会のようにあふれるほどのモノや娯楽があるわけではないが、気楽に手に入るものが "ない" からこそ、島の暮らしの中にすでに "ある" ものに目を向けて、活かそうとする姿勢や、自分たちで創り出していく知恵が生まれ、不便・不自由・非効率だからこそ、粘り強さや、人と助け合う力が身につきやすい。すわなち島はモノが "ない" からこそ "生きる力" を獲得することができる。島という環境は、モノが "ない" ことが魅力なのである。島留学は、"ない"生活を体験することだからこそやる価値がある、と島側から発信し、参加者もそれを理解した上で参加するとうまくゆく。
島民にとっては、外から若い人々がやってくるとそれだけで刺激を受け、島の住民同士の関係や島のコミュニティも活気づく。島に来た子どもをホームステイで受け入れホストファミリー（島親）として自分の子供のように世話をすると"張り合い"が生まれ、不思議なことに世話が焼ける子供ほど世話をしているうちに可愛く思えるようになり生きがいを感じられる。島の子どもたちにとっても島外の異質な子供と接することは刺激になり、異質な子供と接することは人間的成長もうながし、教育的にもよろしい。このように、島留学を行うことは、島の住民と留学生の双方に効能があり、特に、子供の減少で島内の学校が廃校の危機に瀕している島の場合、廃校はたいていは育児や子供の教育が困難になるということを意味し若い夫婦が島から逃げ出す原因や次世代が育たない原因となるので、こうした離島留学で本土から子供を受け入れることで学校の生徒数を増やし学校の存続を図るということをやる-やらないの違いは、島の運命の分岐点となるくらい大きな影響力を持ち、一石二鳥どころか一石三鳥や一石四鳥くらいの効果を持っている。なお子供の島留学が効果的だと知られるにつれ、子供だけでなく、20歳を越えた若者を対象とした「大人の島留学」も行われるようになっている。

### インフラ整備
- 情報インフラの整備（情報格差の減少）
  - 「ニューメディア」「IT革命」などのスローガンが使われた。
- 交通インフラの整備
  - 利用が減少し、廃止の危機にある鉄道・路線バスへの運行経費や車両購入費用補助、コミュニティバスの運行、タクシー利用補助券の配布。
  - バスマップ（路線図・時刻表・乗り方・バスを利用して行ける施設を記載）の配布。乗り方教室・無料運行日の実施や、体験乗車券の配布。鉄道との乗り継ぎ時間を極力短くしたダイヤ編成。バスロケーションシステム（走行位置情報）の提供。学生・高齢者・障害者・運転免許証返納者向けに割引した定期券の発行。環境定期券制度の導入。観光施設入場料とセットになった割引乗車券の発売といった利用促進策
  - 鉄道駅への公共施設の移転集約や、待合室・パークアンドライド用駐車場の整備

### 地域ブランド化
地域団体商標（地域ブランド）が2006年4月の改正商標法によって要件が緩和されたことで、地域ブランドによる「地域おこし」が注目されている。これらでは従来地場産品の一般名称として利用されていた呼称を「商標」とすることで、他の地域で製造された類似品に同名称を用いられないですむ排他性もあり、類似品を廃することで地場産業の育成にも期待がもたれている。

### 大規模イベントの開催
- 幅広い年齢に興味を持ってもらえ、周辺地域だけでなく遠方からも人を惹き寄せるくらいの大イベントを企画・運営し、知名度や観光誘引力を向上させる手法がある。たとえば滋賀県では、地元出身で全国で有名になった西川貴教（TNNK）に観光大使になってもらい、西川が就任時に抱いた「音楽を通じて地元にお返しがしたい」との思いから2009年からイナズマロックフェスを琵琶湖畔で開催して成功し、毎年開催されることになり西日本で最大級の音楽フェスとなっており、これは地元食材を用いたB級グルメや地域観光資源をPRするブースやキッズエリアも設けられ、しかも有料チケットを持っていなくても一日中楽しめるイベントで、全国から音楽ファンが多数来場し、地元観光名所のPRとなるうえに地元の宿泊施設の利用客も増え、地域経済に多大な経済効果をもたらしていることから、米ネバダ州ラスベガスの観光関係者からも注目されている。また『ももクロ春の一大事 〜笑顔のチカラ つなげるオモイ〜』も挙げることができる。これは女性音楽グループのももいろクローバーZが、毎年異なる地方自治体と協働でコンサート開催を軸とした広報活動を手掛けるもので、2020年の「第12回観光庁長官表彰」で特別感謝状が贈呈された[20][21][22]）。

### その他
特区
2002年には行政改革により、従来の法規制の一部を緩和できる構造改革特別区域が制定できるようになり、全国各地で様々な「特区」が生まれつつあり、これらの特区内での様々な活動に、地域振興の期待が寄せられている。
詳細は構造改革特別区域を参照のこと。
ウィキペディアでの広報活動
住民・ボランティア・地元の図書館や役所の職員などが街の名所・施設などを積極的にウィキペディア上で記事化・充実化することで、人々に知ってもらい、地域振興を図る動きもある。グーグルなどの検索サイトで検索すると上位にウィキペディアの記事が表示されるので、ウィキペディアの記事にすることで多くの人々に知ってもらえ、おまけにウィキペディアの記事は再利用可能なのでさまざまな場面で地元の振興に活用できる。こうした活動を大々的に行っている街をウィキペディアタウンと言う。
シンボルマーク・シンボルスローガンの作成
たとえば栃木県宇都宮市は「住めば愉快だ宇都宮」というシンボルマークを作成して民間の店舗や団体が使用したり、オリジナルのシンボルマークを作成したりして魅力を伝えている。
姉妹都市、同名地域との交流
ギャラリー

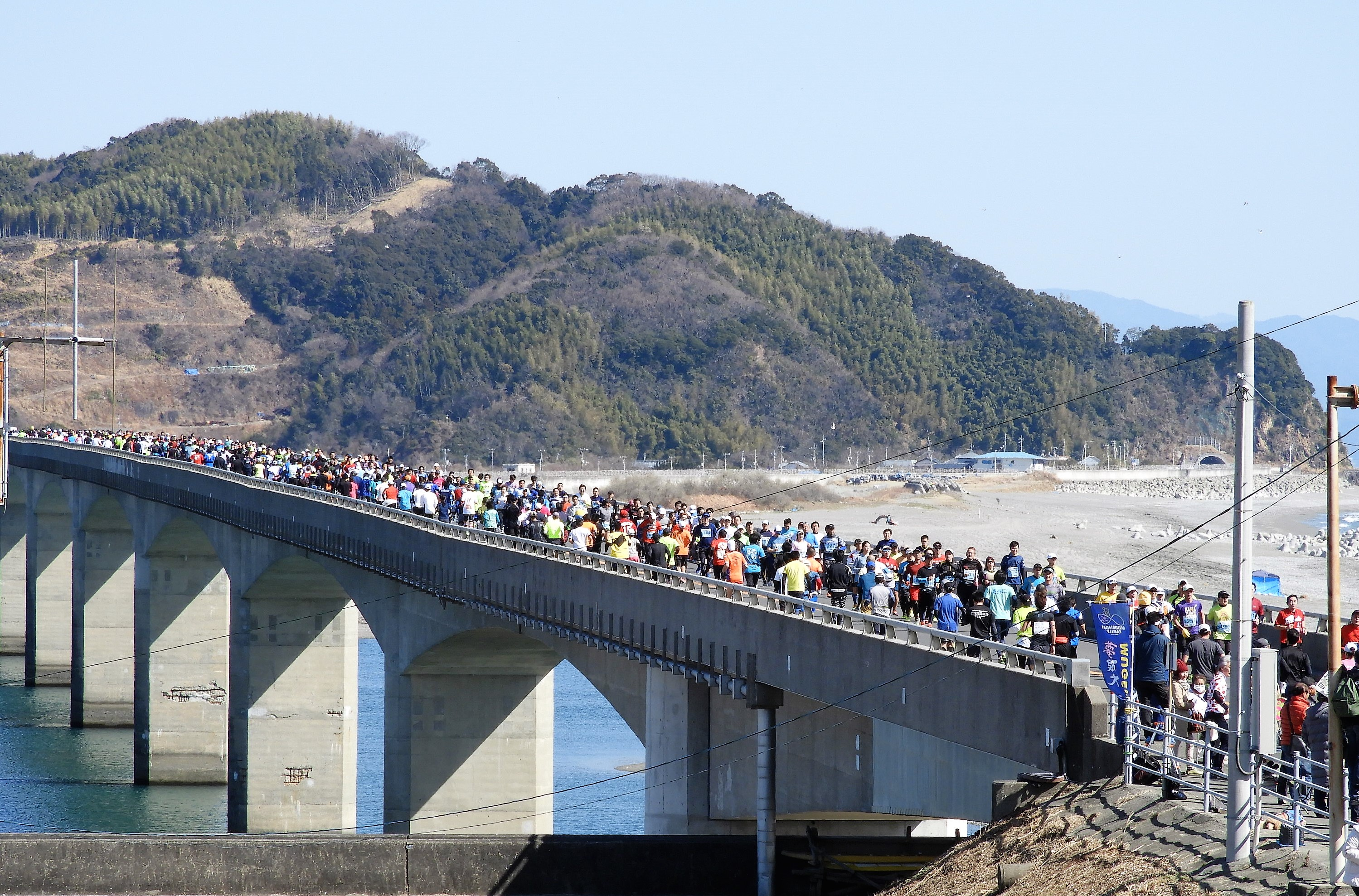
マラソン大会の開催（2018年高知龍馬マラソン大会）
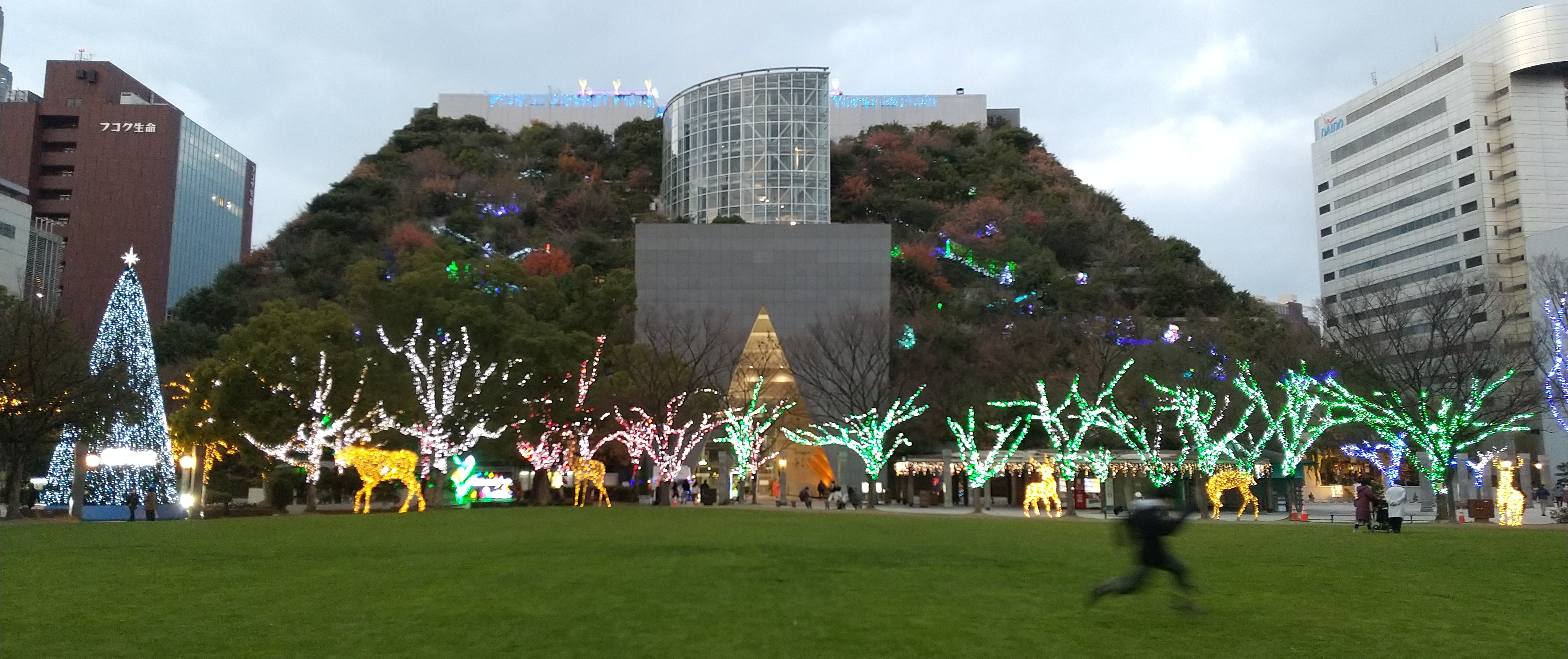
LEDによるライトアップ。福岡天神にて。
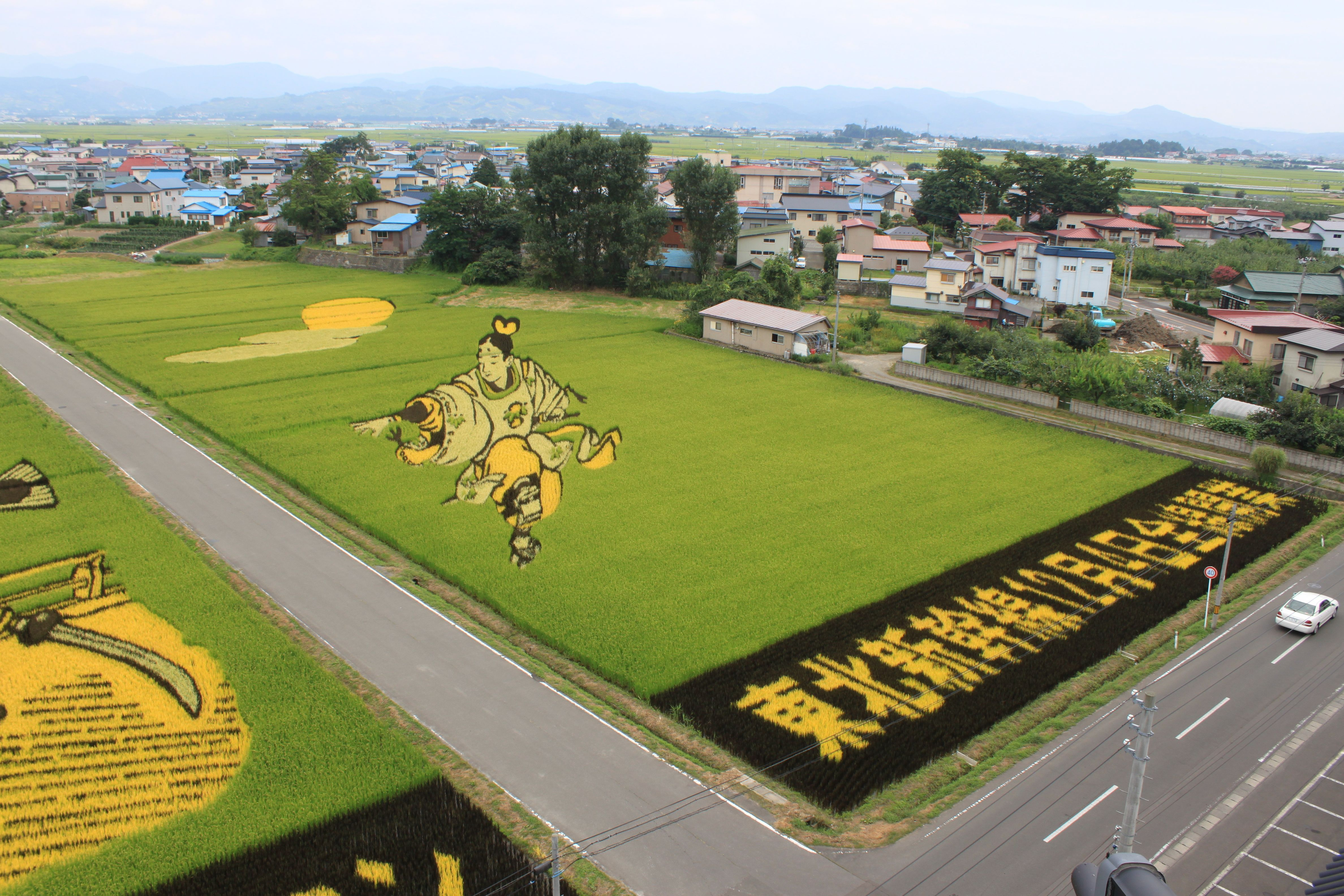
田んぼアート
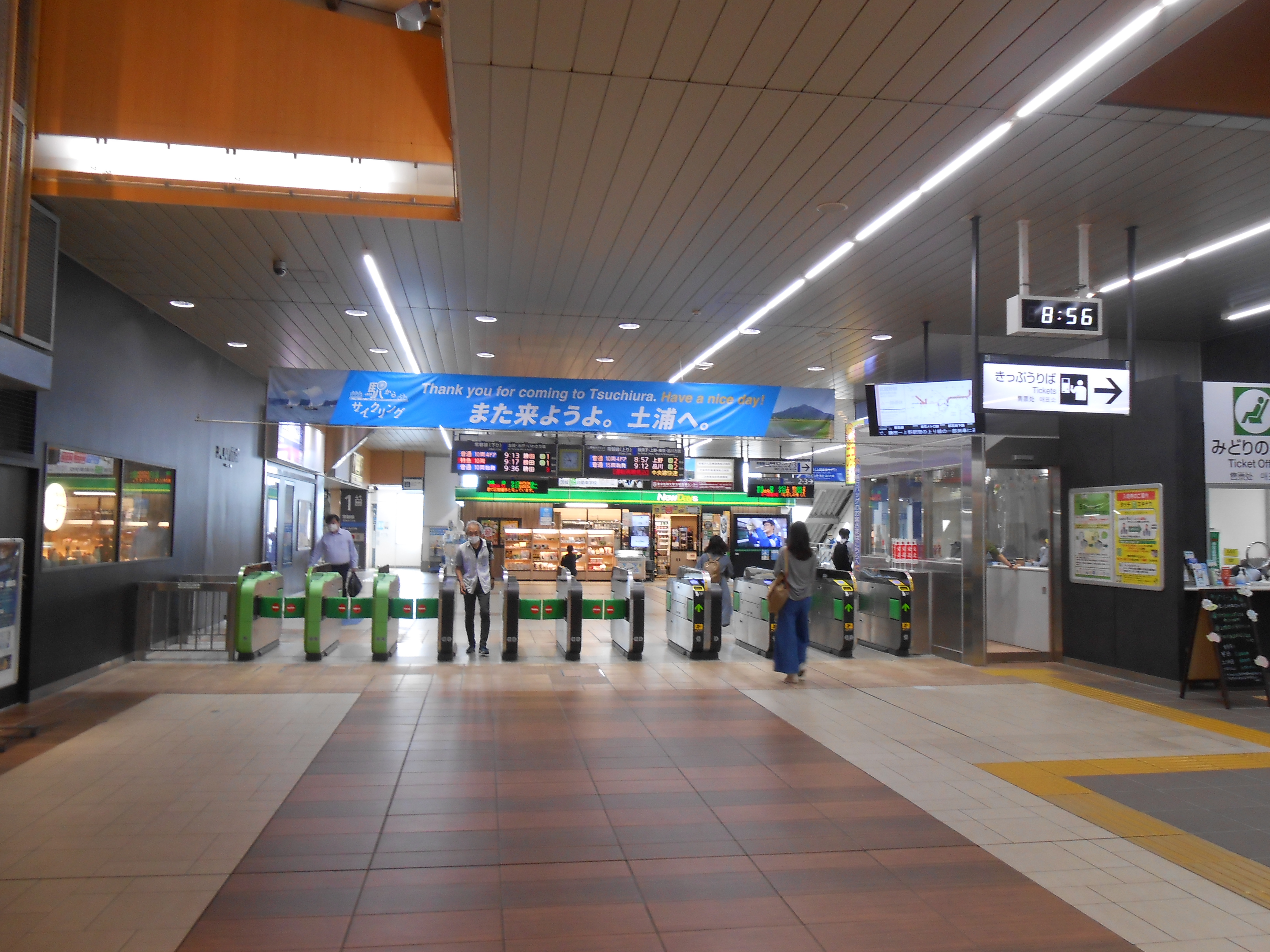
垂れ幕によるPR。常磐線土浦駅（茨城県土浦市）の改札口の天井付近の垂れ幕に「また来ようよ。土浦へ。」と記載されている。
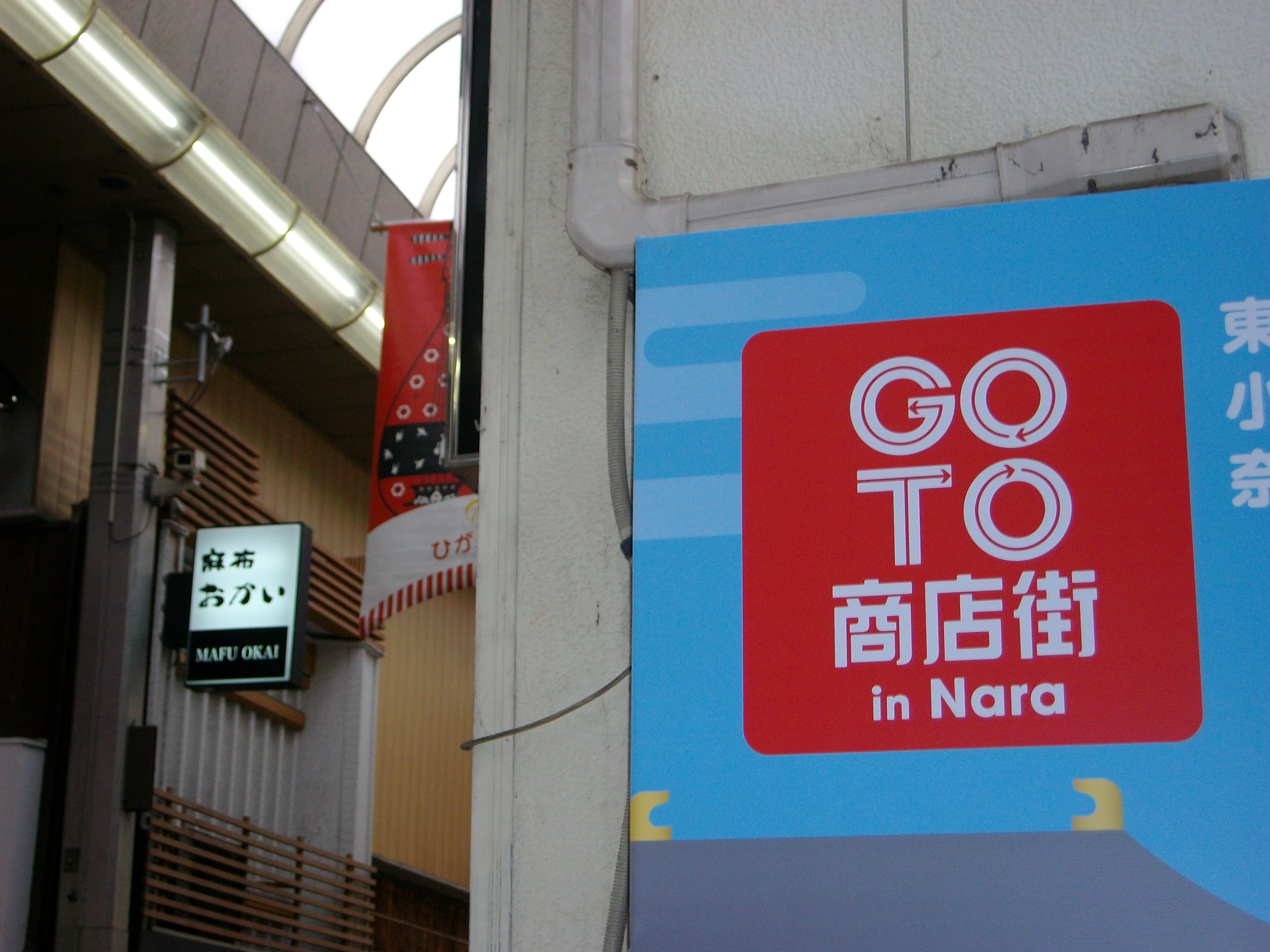
奈良で行われたGoto商店街キャンペーン

## 課題

### 同じ内容の企画の乱立
ミニ独立国・ご当地キャラクター（ゆるキャラ、萌えキャラ<萌えおこし>、ローカルヒーロー）・B級グルメなどは、あまりに乱立が過ぎて、効果が激減してしまったといわれる。特に主流のゆるキャラではキャラクターが濫造された結果、逆にインパクトが弱くなっているという批判がの声が上がった。

### 税金の無駄遣い批判
多大な税金投入も問題となっている。象徴的な事例ではあいちトリエンナーレの2019年の騒動が挙げられる。一方、函館西部地区バル街（北海道函館市）のようにチケット販売差益で運営し、補助金を投入しない手法もある。

### 表現の課題
萌えおこし（萌えキャラ）では、世間一般の美少女、美男子（美少年）コンテンツに対する偏見は根強く、クリエイター側も広く公開される意識が薄い。両者の認識のズレが反発を招き失敗につながるケースがある。批判の大半は「性表現の問題」だとしている。中村泰之は、興味がない人に対して誤解を招かないようなキャラクターデザインが求められるが、2019年現在、一般に公開しても問題が起きにくいキャラクターデザイン手法の研究は少ないとする。

### 箱物行政
箱物行政とは、日本の地域自治体などが美術館・博物館・スポーツ公園・リゾート施設などの公共施設（＝箱もの）を建設することで、安定成長期までは一定の成果があることもあったものの、失われた10年を経て負の遺産と化したものも多い。「箱物」は、各地域で似たようなものが乱立し、相対的に人を引き寄せる力が弱い。また、建造後の毎年の維持費（管理者の人件費、建築物の補修費など）が大きく、赤字になりやすい。そのため、地域衰退の要因のひとつにもなっている。また土建業者と、地元有力議員・助役・市長などの間の賄賂のやりとりや、談合が起きやすく、悪徳政治家が賄賂欲しさに箱物を造ることが地方の衰退の原因となってきた歴史がある。
- 目玉施設の整備
- 都市開発・再開発

## 地域振興の例

### 日本全国規模のもの
- ミニ独立国
- 二地域居住
- 地域おこし協力隊
- 巡礼 (通俗)（萌えおこし）
- コンパクトシティ、ニューアーバニズム、アーバンビレッジ
- アダプティブユース

### 一部自治体で行われたもの
- 南予レクリエーション都市（南レク） - 愛媛県
- アウガ - 青森県青森市
- アルネ・津山 - 岡山県津山市
- 清古尊手形 - 広島県

### 海外の例
本の街
下記の2つの成功例から、二番煎じで「本の街」にする事例が多く見られた。
- ヘイ・オン・ワイ - イギリスの本の街として有名。昔からあるヘイ城の中にも古書店があり、それぞれの店が個性をもった専門的な本を担当する。イベントや国からの独立も行っている。
- ルデュ（英語版） - ベルギーで過疎の村で行われた古書店のイベントから、古書店が集まるようになった。

芸術
- ナント - もともとブルターニュ公のお膝元で奴隷貿易でにぎわったが20世紀から低迷。アートの町としてイベントなどを開催し、2004年に「欧州で最も住みやすい都市」1位などを獲得した。

## 地域振興論
藻谷浩介による指摘
藻谷浩介は『ニッポンの地域力』（日本経済新聞出版、2007年9月）において次のような指摘をしている。
以下は、地域おこしを語る際によく言われる言葉であり、条件に恵まれて成功したケースもある。しかし、実情を把握せずに成功事例を表面上真似ただけで、固定観念にとらわれて地域おこしを行うと、政策を誤りかえって地域が衰退する場合もある。その固定観念が間違っていることをはっきり示すために「×」（バツ印）をつける。
- 「県庁所在地や政令指定都市に名店が集中すれば、他の市町村もそれに刺激され、活性化する。」×
- 「リゾート地に観光客を呼び込めば地域が活性化する。」×
- 「観光客が泊まれるホテルを増やす。」×
- 「道路や鉄道、空港ができて交通が便利になれば、地域は豊かになる」×（ストロー効果）。
- 「パチンコ店やゲームセンターなどの娯楽施設を作れば若者が集まる」×（反面、治安が悪化し、それを嫌悪する人々が逃げ出し、人口流出が加速する場合も。治安面に配慮し出店に否定的な自治体も少なくない）。
- 「工場を誘致すれば、人（作業員）が集まり、商店街も活性化する。」×（昼食などは工場内の食堂で済ませたり弁当で済ませ、また、品ぞろえが悪い地元商店街では買い物もしないので、結局、地元商店街にはほとんどお金が落ちない）
- 「マンションやアパートを増やせば人口が増える。」×
- 「地域の製造業が活性化すれば、雇用も増える。」× （もともと製造業が強くない地域が他の成功事例をマネしようとして、とってつけたように製造業に力を注いでも、うまくゆかない場合のほうが多い。また、日本の製造業・輸出産業 全体が沈みこんでいる時に、その分野に向かってもあまり効果が出ない、という面もある。また、自然が魅力の地域が、うっかり製造業の工場を誘致して自然破壊を行ったり公害を引き起こしてしまったりすると、観光的魅力は激減し、もともとあった観光産業の雇用が減ってしまい、総雇用数はむしろ減ってしまうことも起きうる。高度成長期の固定観念は捨てて、各地域の本当の強みを見出して、選択肢ごとの効果を、（行政にありがちな誇大な効果見積もりをするのではなく）冷静に試算する必要がある）

## 「地域振興の成功例」への懐疑
「地域振興の成功例」として取り上げられているものの中に、実は成功していないものがあるという指摘がある。
久繁哲之介の指摘
久繁哲之介は、「専門家が推奨する成功事例のほとんどが、実は成功していない」「稀にある『本当の成功』は、異国や昔の古い話であり、しかも模倣がきわめて難しい」としている。
長谷川計の指摘
長谷川計は、一度成功例とされた自治体には、全国的に注目されたため後に引けなくなり、実際は活性化してないにもかかわらず公的資金を投入して振興している所もあると指摘した。
市川虎彦の指摘
市川虎彦はこれらの議論を基に、人口・雇用の観点から地域活性化を再考した。
木下斉の指摘
まちビジネス事業家の木下斉も、「成功事例」とされるものの中に事実上失敗した（自治体の財政支援に頼っている）ものがあるという立場をとっている。また、失敗例を成功だと思い込んで複数の地域が模倣することで「全国レベルでの失敗の連鎖」が生じてしまうとしている。
市川虎彦の指摘。（+南予地方限定の分析）
社会学者の市川虎彦は、「地域おこしに成功した」という既存の報告に疑念を示し、人口減少が激しい愛媛県南予地方の自治体における1960年から2010年にかけての人口推移や産業の盛衰を検証した。その結果から、「地域おこしに成功した」とされる市町村でも人口が減少しており、逆に「地域おこしの成功例」として名前が上がらない大洲市・南宇和郡が人口維持に一時成功していた、とした。大洲市などではなく、人口減少が激しい他の自治体が「地域振興の成功例」とされた理由として、宮本憲一の外来型開発批判や、コンサルタントらが介入（助言・指導）する余地のある領域での事例が積極的に（意図的に、恣意的に）取り上げられたことが原因ではないかと推測した。
なお、市川虎彦は南予地方で人口が増えた地域に共通することは工場誘致や漁業振興によって雇用を増やしたことだ、とし、（南予地方しか分析していないのだが、一挙に、日本の一般論にまで論理を飛躍させ）「地域振興には新しい産業の勃興が不可欠だ」と（まで）主張した。

## 地域おこしを扱った作品
小説
- 黒野伸一『限界集落株式会社』（小学館、2011年） - 限界集落の振興をテーマにした小説作品。小学館文庫版（2013年）は3ヶ月で10万部発行された[31]。
  - 『限界集落株式会社』（2015年1月31日より放送） - NHK総合によるテレビドラマ（NHK土曜ドラマ）[32]

漫画
- 胡桃ちの『アキナイ☆ダマシイ』（2009年12月号 - 2015年2月号） - 地域おこしをテーマとした漫画作品。

アニメ
- 『サクラクエスト』（2017年4月 - 9月放送） - 地域おこしをテーマとしたアニメーション作品。